# ザ・ショック
『ザ・ショック』（原題：Schock）は、1977年制作のイタリアのホラー映画。監督マリオ・バーヴァの劇場用映画としては最後の監督作品。

## あらすじ
夫のカルロに先立たれたドーラは、一人息子のマルコを連れてパイロットのブルーノと再婚、カルロと住んでいた郊外にある古い屋敷で生活を始める。
しかしまもなく、屋敷では次々と怪異な現象が起こり、次第にドーラは精神をむしばまれていく。
やがてパニックに陥ったドーラはブルーノにこの家から出ていきたいと哀願する。そこへマルコが、ナイフを手にした女のそばで血まみれの男が倒れている絵を持って現れ、「ママがパパを殺した」とつぶやく。
その瞬間、ドーラはカルロの死の瞬間を思い出す。
彼は麻薬中毒によって正気を失った末にドーラに殺され、遺体はブルーノによって地下室に埋められていた。
真相を知った彼女は発狂してブルーノを殺し、自殺する。
一人残されたマルコが、見えない誰かと言葉を交わすところで物語は幕を降ろす。

## キャスト
| 役名             | 俳優                   | 日本語吹替                     |
| 役名             | 俳優                   | 東京12ch版                     |
| ---------------- | ---------------------- | ------------------------------ |
| ドーラ           | ダリア・ニコロディ     | 小谷野美智子                   |
| ブルーノ         | ジョン・スタイナー     | 池田勝                         |
| マルコ           | デヴィッド・コリン・Jr | 池田真                         |
| アルド           | アイヴァン・ラシモフ   | 飯塚昭三                       |
| 運送会社の配送員 | ランベルト・バーヴァ   | 石森達幸                       |
| 日本語版スタッフ |                        |                                |
| 演出             | 演出                   | 松川隆                         |
| 翻訳             | 翻訳                   | 大野隆一                       |
| 効果             |                        |                                |
| 調整             |                        |                                |
| 制作             | 制作                   | ザック・プロモーション         |
| 解説             | 解説                   | 深沢哲也                       |
| 初回放送         | 初回放送               | 1980年7月31日 『木曜洋画劇場』 |